# Violanda Lanter-Koller

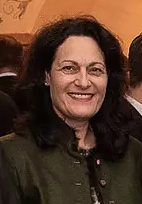
Lanter-Koller (2019)

Violanda Lanter (* 1. Januar 1964 in Sissach, Schweiz) ist eine liechtensteinische Politikerin (VU). Von 2013 bis 2021 war sie Abgeordnete im liechtensteinischen Landtag.

## Biografie
Aufgewachsen in Ruggell, studierte Lanter Rechtswissenschaften an der Hochschule St. Gallen. 1993 erlangte sie das St. Gallische Anwaltspatent. Nach einer Anwaltstätigkeit in St. Gallen, zog sie nach Liechtenstein, wo sie von 1994 bis 2000 für verschiedene Treuhandunternehmen arbeitete. 1996 erhielt sie die liechtensteinische Staatsbürgerschaft.
Von 1999 bis 2003 gehörte sie für die Vaterländische Union dem Ruggeller Gemeinderat an. Des Weiteren fungierte sie von 2000 bis 2004 Verwaltungsratspräsidentin der Liechtensteinischen Kraftwerke und war von 2005 bis 2011 juristische Mitarbeiterin von Regierungschef Klaus Tschütscher. Im Februar 2013 wurde Lanter erstmals für ihre Partei in den Landtag des Fürstentums Liechtenstein gewählt. Dort bekleidete sie von 2013 bis 2017 das Amt der Landtagsvizepräsidentin. Des Weiteren war sie in dieser Legislaturperiode Mitglied und Delegationsleiterin in der liechtensteinischen Delegation bei der Interparlamentarischen Union. Im Februar 2017 erfolgte ihre Wiederwahl in den Landtag. In der neuen Legislaturperiode fungierte sie als Fraktionssprecherin der VU-Landtagsfraktion. Bei der nächsten Landtagswahl im Februar 2021 trat sie nicht mehr an und schied damit aus dem Landtag aus.
Lanter ist verheiratet und hat zwei Kinder, einen Sohn und eine Tochter.